# Arcos de Jalón
Arcos de Jalón é um município da Espanha na província de Sória, comunidade autónoma de Castela e Leão, de área 441,54 km² com população de 1863 habitantes (2006) e densidade populacional de 4,22 hab./km².

## Demografia
| Variação demográfica do município entre 1991 e 2004 | Variação demográfica do município entre 1991 e 2004 | Variação demográfica do município entre 1991 e 2004 | Variação demográfica do município entre 1991 e 2004 |
| --------------------------------------------------- | --------------------------------------------------- | --------------------------------------------------- | --------------------------------------------------- |
| 1991                                                | 1996                                                | 2001                                                | 2004                                                |
| 2200                                                | 2042                                                | 1799                                                | 1852                                                |